# Selisxi (Mordòvia)
|  | Per a altres significats, vegeu «Selisxi». |

Selisxi (en rus: Селищи) és un poble de la República de Mordòvia, a Rússia, segons el cens del 2010 tenia 309 habitants, pertany al municipi d'Atiàixevo.